# John Kamara
John Bankolé Kamara (ur. 20 maja 1988 we Freetown) – sierraleoński piłkarz grający na pozycji ofensywnego pomocnika. Od 2022 jest zawodnikiem klubu Politehnica Jassy.

## Kariera piłkarska
Swoją piłkarską karierę Kamara rozpoczął w 2008 roku w Libanie, w klubie Tadamon Sour. W sezonie 2008/2009 zadebiutował w jego barwach w libańskiej Premier League. Grał w nim do końca sezonu 2011/2012. Latem 2012 przeszedł do greckiego drugoligowca, Apollonu Smyrnis. Swój debiut w nim zanotował 30 września 2012 w wygranym 1:0 domowym meczu z AO Thrasywulos Fylis. W sezonie 2012/2013 wywalczył z nim awans do pierwszej ligi. W Apollonie grał również w sezonie 2013/2014 i spadł z nim do drugiej ligi.
Latem 2014 Kamara przeszedł do drugoligowego PAS Lamia 1964. Swój debiut w nim zanotował 17 października 2014 w zwycięskim 1:0 domowym meczu z Larisą. W Lamii grał przez rok, a w sezonie 2015/2016 był piłkarzem trzecioligowego Arisu.
W marcu 2016 Kamara został zawodnikiem łotweskiej Rigi FC. Swój debiut w tym klubie zaliczył 12 marca 2016 w zremisowanym 1:1 wyjazdowym spotkaniu z FK Ventspils. W Ridze spędził rok.
Na początku 2017 Kamara odszedł z Rigi do kazachskiego klubu Kajsar Kyzyłorda. Swój ligowy debiut w nim zanotował 8 marca 2017 w wygranym 1:0 domowym meczu z Okżetpesem Kokczetaw. W Kajsarze grał przez dwa sezony.
Na styczniu 2019 Kamara przeszedł do azerskiego zespołu Keşlə Baku. Zadebiutował w nim 2 lutego 2019 w przegranym 0:3 wyjazdowym meczu z Səbailem Baku. W sezonie 2020/2021 zdobył z nim Puchar Azerbejdżanu. W Keşlə występował do końca 2021 roku.
Na początku 2022 roku Kamara został zawodnikiem rumuńskiego klubu Politehnica Jassy.
| Sezon   | Klub             | Kraj        | Rozgrywki            | Mecze | Gole |
| ------- | ---------------- | ----------- | -------------------- | ----- | ---- |
| 2008/09 | Tadamon Sour SC  | Liban       | Premier League       | ?     | ?    |
| 2009/10 | Tadamon Sour SC  | Liban       | Premier League       | ?     | ?    |
| 2010/11 | Tadamon Sour SC  | Liban       | Premier League       | ?     | 2    |
| 2011/12 | Tadamon Sour SC  | Liban       | Premier League       | 20    | 0    |
| 2012/13 | Apollon Smyrnis  | Grecja      | Superleague Ellada 2 | 34    | 0    |
| 2013/14 | Apollon Smyrnis  | Grecja      | Superleague Ellada   | 13    | 0    |
| 2014/15 | PAS Lamia 1964   | Grecja      | Superleague Ellada 2 | 17    | 0    |
| 2015/16 | Aris FC          | Grecja      | Football League      | ?     | ?    |
| 2016    | Riga FC          | Łotwa       | Virslīga             | 26    | 0    |
| 2017    | Kajsar Kyzyłorda | Kazachstan  | Priemjer Ligasy      | 30    | 1    |
| 2018    | Kajsar Kyzyłorda | Kazachstan  | Priemjer Ligasy      | 23    | 0    |
| 2018/19 | Keşlə Baku       | Azerbejdżan | Premyer Liqası       | 13    | 1    |
| 2019/20 | Keşlə Baku       | Azerbejdżan | Premyer Liqası       | 18    | 0    |
| 2020/21 | Keşlə Baku       | Azerbejdżan | Premyer Liqası       | 23    | 0    |
| 2021/22 | Keşlə Baku       | Azerbejdżan | Premyer Liqası       | 4     | 0    |

## Kariera reprezentacyjna
W reprezentacji Sierra Leone Kamara zadebiutował 8 czerwca 2013 w zremisowanym 2:2 meczu eliminacji do MŚ 2014 z Tunezją, rozegranym we Freetown. W 2022 roku został powołany do kadry na Puchar Narodów Afryki 2021. Rozegrał na nim trzy mecze grupowe: z Algierią (0:0), z Wybrzeżem Kości Słoniowej (2:2) i z Gwineą Równikową (0:1).